# Durio lanceolatus
Durio lanceolatus — вид тропических деревьев рода Дуриан семейства Мальвовые. Охранный статус вида — NT — «Виды, близкие к уязвимому положению».
Распространен на Больших Зондских островах — Калимантане и Суматре. Произрастает в смешанных диптерокарповых лесах до высоты 800 м над уровнем моря. Встречается на горных склонах и грядах с песчаными почвами.
Высота дерева до 55 метров, диаметр ствола до 115 см. Листья простые. Цветки бело-жёлтые, диаметром до 38 мм. Фрукты до 70 мм длиной, жёлто-оранжевые.